# 中印邊境邊防會談會晤站
中印邊境邊防會談會晤站（英語：Border Personnel Meeting points）是中华人民共和国和印度兩國軍方為避免中印邊界問題擴大而從2013年10月開始在中印边界沿线設立的定期會晤地點，共有5個，其中2個位於拉达克，1个位於锡金邦，另外2個位於阿鲁纳恰尔邦。

## 地點
|  |

已設立的邊防會談會晤站自西北至東南依次為：
- 斗拉特別奧里地 - 天文點
- 莫爾多/楚舒勒 - 斯潘古爾-中國（斯潘古爾山口兩側）
- 乃堆拉山口
- 邦拉山口
- 基比圖

研議中的邊防會談會晤站為：
- 里普列克山口
- 喜馬偕爾邦-北阿坎德邦地區（實際地點未定，可能在喜馬偕爾邦的Kaurik（英语：Kaurik）或什布奇山口或北阿坎德邦的波林三多或乌热（英语：Barahoti））